# Broncoscopia

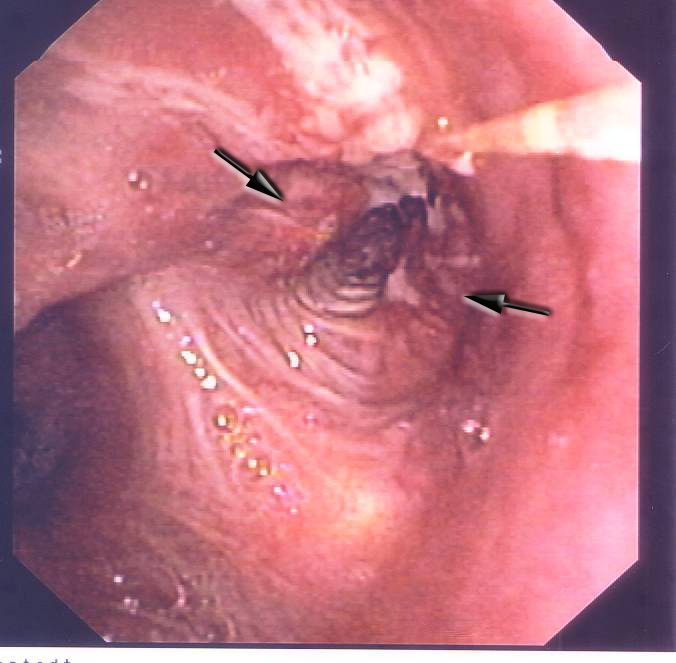
Visão de obtida no exame de endoscopia

A endoscopia da árvore brônquica é um tipo de exame médico que utiliza um endoscópio para obter imagens do trato respiratório objetivando o diagnóstico de patologias que porventura o acometa. Ver pneumologia
As doenças mais comuns que levam a este exame são os tumores, doenças intersticiais, infecções brônquicas e pulmonares; além de outras como doenças congênitas, corpos estranhos, estenoses, hemoptise etc.

## Anestesia
Basicamente, a anestesia realizada é tópica à base de spray anestésico local, em geral lidocaína, na base da língua e orofaringe visando minimizar o incômodo da passagem do endoscópio, bem como a ocorrência de reflexos autonômicos. A anestesia geral ocupa lugar ao uso do endoscópio rígido e procedimentos terapêuticos.

Auxiliando a anestesia tópica em geral se administra sedativos variados.

Entre os mais utilizados citam-se: 
- Meperidina
- Midazolam
- Propofol

## Tipos de aparelhos
- Broncoscópio rígido
- Broncoscópio flexível

## Sistema coletor de secreção
Durante a Broncoscopia é possível adquirir amostras da região visibilizada e também do parênquima pulmonar através de lavados, biópsias e coleta de secreções.